# Rozkolcowate
Rozkolcowate (Muricidae) – rodzina ślimaków morskich z rzędu Neogastropoda.

## Budowa
Rozkolcowate to bardzo liczna rodzina skupiająca (włącznie z taksonami kopalnymi) ponad 2600 gatunków podzielonych na ponad 230 rodzajów. Zamieszkują wody morskie całego świata, od równika po umiarkowaną strefę klimatyczną (głównie dzielnica Indo-Pacyfiku i Panamy).
Istnieje duża rozpiętość kształtów i wielkości. Muszle są przeważnie grubościenne, ze spiczastą skrętką. Powierzchnia zewnętrzna jest misternie pokryta kolcami, palmiastymi wyrostkami, guzami. Z reguły na powierzchni skrętki widać rozmieszczone w regularnych odstępach zgrubienia kolabralne (zgodne z kształtem linii wzrostu muszli) – ślady istnienia wcześniejszych ujść. W przeciwieństwie do rodziny Ranellidae, u których przypadają dwa takie zgrubienia na każdy skręt, rozkolce charakteryzują się obecnością co najmniej 3 zgrubień na skręcie. Ujście owalne lub w kształcie kropli, z wargami zaopatrzonymi w ząbki lub postrzępionymi. Czasami na wardze zewnętrznej mają wykształcony specjalny ząb służący do otwierania muszli małży. Wrzeciono zwykle gładkie, bez dodatkowych tworów. Kanał syfonalny szeroki i prawie zamknięty, długością może czasem przewyższać dwukrotnie pozostałą część muszli. Konchiolinowe wieczko jest brązowe, owalne lub w kształcie łezki, z zawiązkiem położonym blisko syfonu.

## Podział systematyczny
Do rodziny rozkolcowatych należą następujące podrodziny:
- Aspellinae Keen, 1971
- Coralliophilinae Chenu, 1859
- Ergalataxinae Kuroda, Habe & Oyama, 1971
- Haustrinae K.S. Tan, 2003
- Muricinae Rafinesque, 1815 (np. rodzaj rozkolec)
- Ocenebrinae Cossmann, 1903 (np. rodzaj wiercielec)
- Pagodulinae Barco, Schiaparelli, Houart & Oliverio, 2012
- Rapaninae Gray, 1853 (np. rodzaje rapana i szkarłatnik)
- Typhinae Cossmann, 1903 (np. rodzaj Typhis)
- nienazwana podrodzina obejmująca następujące rodzaje:
  - Daphnellopsis Schepman, 1913
  - Flexopteron Shuto, 1969
  - Harmatia Noszky, 1940 †
  - Homalocantha Mörch, 1852
  - Ingensiella B.A. Marshall & Houart, 2022
  - Lenitrophon H. J. Finlay, 1926
  - Lirosoma Conrad, 1862 †
  - Minortrophon H.J. Finlay, 1926
  - Nucellopsis Merle, 2005 †
  - Paramorea Wade, 1917 †
  - Ponderia Houart, 1986
  - Pterynotus Swainson, 1833
  - Scalaspira Conrad, 1862 †
  - Stephanosalpinx Petuch, 1988 †
  - Timbellus De Gregorio, 1885
  - Uttleya Marwick, 1934
  - Vitularia Swainson, 1840

## Galeria

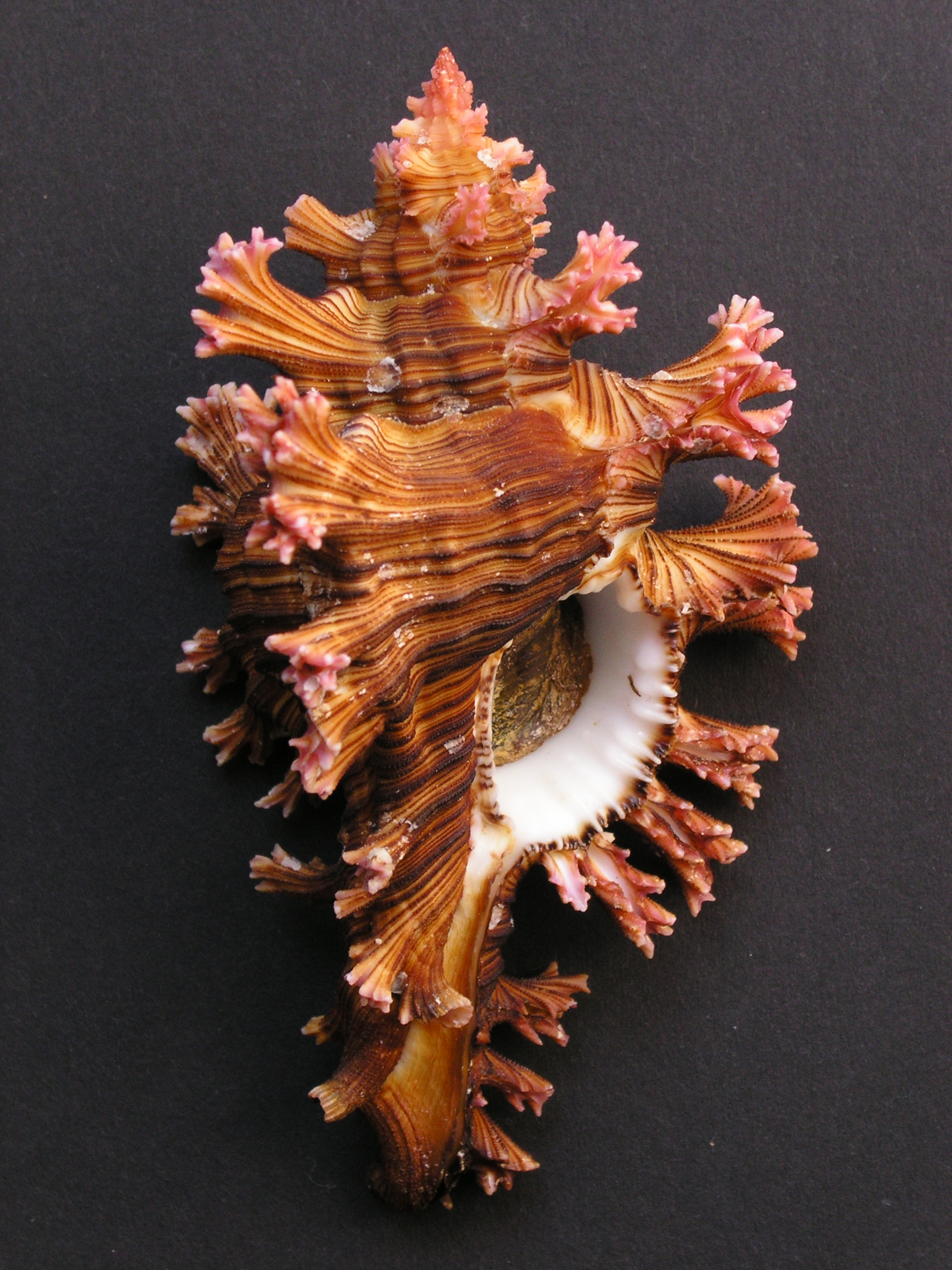
Muszla Chicoreus palmarosae – jednego z piękniejszych rozkolców
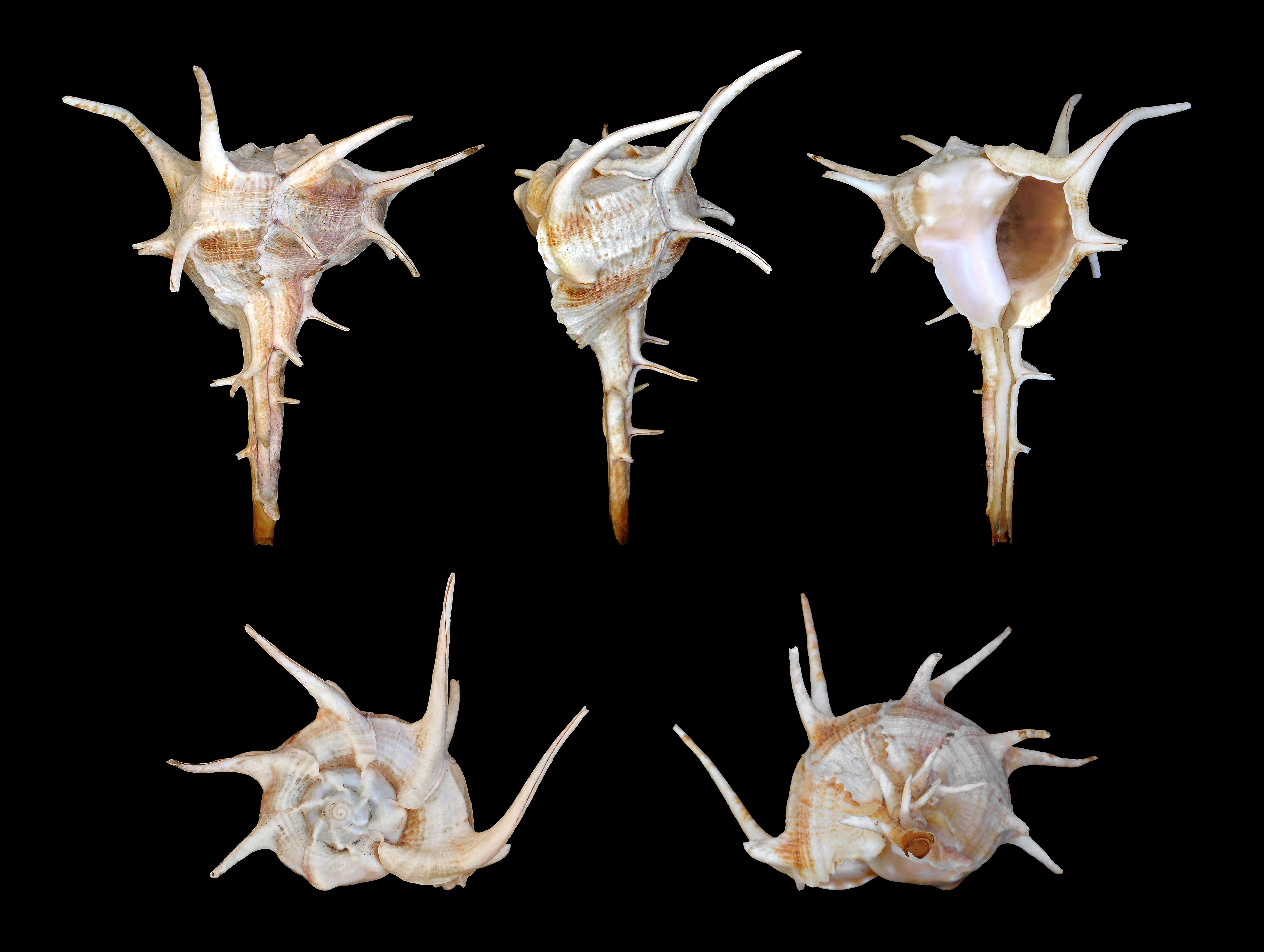
Muszla Bolinus cornutus
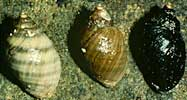
Zdjęcie muszli ślimaków rodzaju Nucella
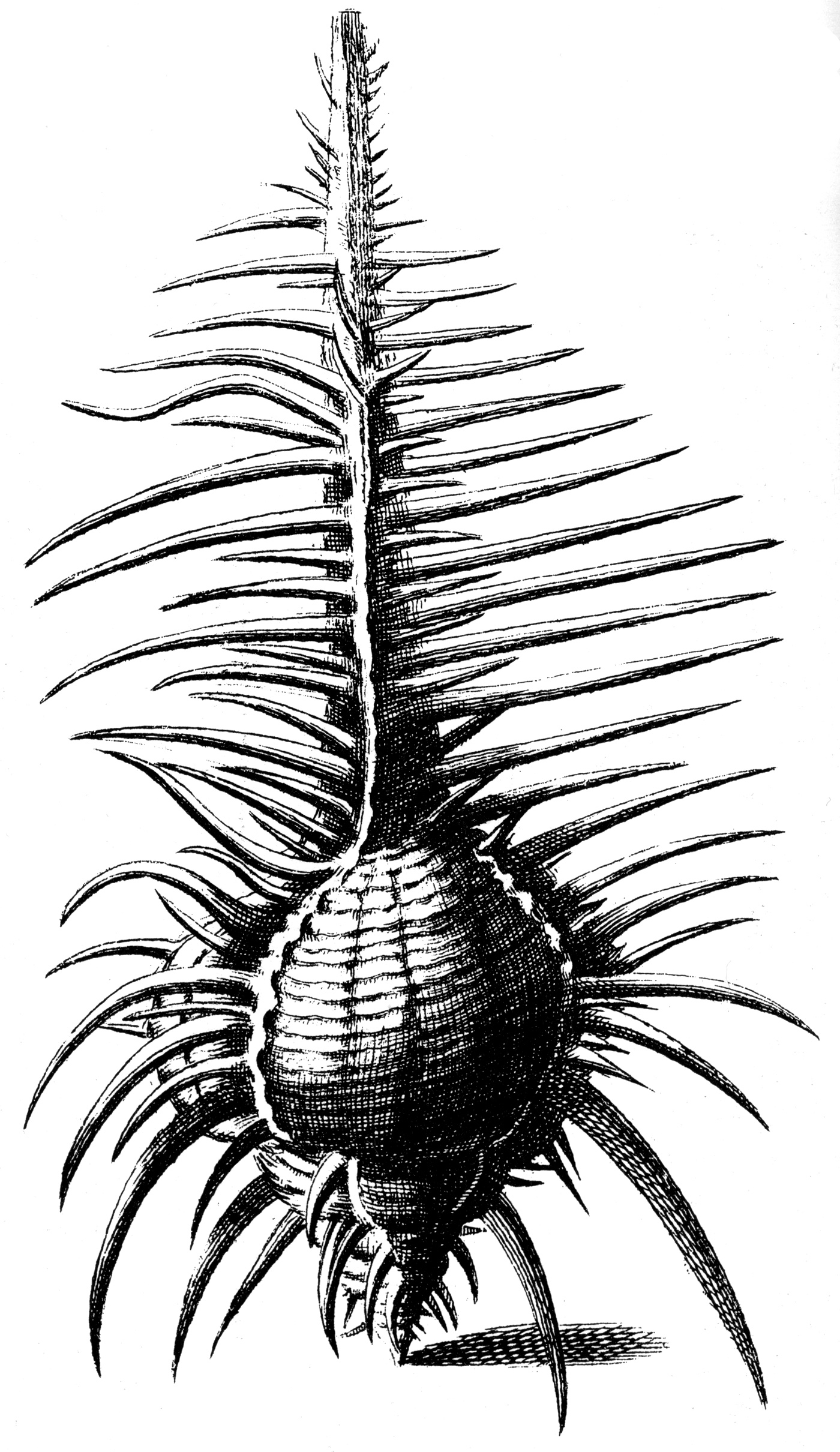
Stary szkic muszli Murex pecten – „grzebienia Wenery”